# Sainte-Honorine-la-Guillaume
Sainte-Honorine-la-Guillaume è un comune francese di 374 abitanti situato nel dipartimento dell'Orne nella regione della Normandia.

## Società

### Evoluzione demografica
Abitanti censiti